# Jesus Angel Garcia
Jesús Ángel García Bragado (* 17. října 1969, Madrid) je španělský atlet, mistr světa v chůzi na 50 km.

## Sportovní kariéra
Patřil mezi vynikající světové chodce na přelomu 20. a 21. století. V roce 1993 se stal mistrem světa v chůzi na 50 kilometrů, v letech 1997 a 2001 vybojoval stříbrnou medaili. Ve svých 40 letech získal na mistrovství světa v Berlíně i zbývající bronzovou medaili do své sbírky. Z evropského šampionátu má dvě medaile ze závodu na 50 kilometrů chůze – v roce 2002 v Mnichově to byl bronz, o čtyři roky později pak stříbro. V olympijských závodech už tak úspěšný nebyl – vždy skončil pod stupni vítězů. Je rekordmanem v počtu účastí na mistrovství světa v atletice (třináct) i v olympijských lehkoatletických soutěžích (sedm). Na mistrovství světa v atletice 2019 se stal ve 49 letech historicky nejstarším účastníkem.
Vystudoval podologii. Angažuje se v komunální politice: byl radním města Sant Adrià de Besòs za Lidovou stranu.
Oženil se s moderní gymnastkou Carmen Acedovou.